# 肖恩·希尔
肖恩·希尔（英語：Sean Hill，1970年2月14日—），美国男子冰球运动员，场上位置是后卫。他曾代表美国国家队参加1992年冬季奥林匹克运动会冰球比赛，获得第四名。